# Веллінгтон (Іллінойс)
Веллінгтон (англ. Wellington) — селище (англ. village) в США, в окрузі Іроквай штату Іллінойс. Населення — 206 осіб (2020).

## Географія
Веллінгтон розташований за координатами 40°32′26″ пн. ш. 87°40′47″ зх. д. / 40.54056° пн. ш. 87.67972° зх. д. (40.540450, -87.679669).  За даними Бюро перепису населення США в 2010 році селище мало площу 0,71 км², уся площа — суходіл.

## Демографія
Згідно з переписом 2010 року, у селищі мешкали 242 особи в 102 домогосподарствах у складі 76 родин. Густота населення становила 339 осіб/км².  Було 110 помешкань (154/км²).
Расовий склад населення:
| - 100,0 % — білих |

До двох чи більше рас належало 0,0 %. Частка іспаномовних становила 3,7 % від усіх жителів.
За віковим діапазоном населення розподілялося таким чином: 21,9 % — особи молодші 18 років, 55,8 % — особи у віці 18—64 років, 22,3 % — особи у віці 65 років та старші. Медіана віку мешканця становила 47,3 року. На 100 осіб жіночої статі у селищі припадало 110,4 чоловіків;  на 100 жінок у віці від 18 років та старших — 107,7 чоловіків також старших 18 років.
Середній дохід на одне домашнє господарство  становив 54 956 доларів США (медіана — 44 167), а середній дохід на одну сім'ю — 56 229 доларів (медіана — 45 114). Медіана доходів становила 42 500 доларів для чоловіків та 40 795 доларів для жінок. За межею бідності перебувало 14,9 % осіб, у тому числі 31,1 % дітей у віці до 18 років та 0,0 % осіб у віці 65 років та старших.
Цивільне працевлаштоване населення становило 119 осіб. Основні галузі зайнятості: виробництво — 32,8 %, роздрібна торгівля — 16,0 %, освіта, охорона здоров'я та соціальна допомога — 11,8 %, будівництво — 8,4 %.